# Aéroport Rouen Vallée de Seine
L'aéroport Rouen Vallée de Seine (code IATA : URO ; code OACI : LFOP), anciennement aéroport de Rouen Boos, est l'aéroport de la Métropole Rouen Normandie, préfecture de la région Normandie. Il est la propriété d'un syndicat mixte, le Syndicat mixte de gestion de l'aéroport de Rouen Vallée de Seine (SMGARVS), dont sont adhérents la métropole, la chambre de commerce et d'industrie de Rouen et la Matmut. Il se trouve dans la commune de Boos, située à 9 km à l'est de Rouen.
Rouen est le troisième aéroport normand en passager transporté (loin derrière Caen et Deauville, respectivement 1er et 2e).

## Situation
| \| 20 km1:570 000 \| Étrépagny Bernay · Saint-Martin Saint-André · de-l'Eure BAN Évreux-Fauville Alençon · Valframbert Argentan Bagnoles-de-l'Orne Flers · Saint-Paul L'Aigle · Saint-Michel Mortagne · au-Perche Avranches · Le Val-Saint-Père Lessay Cherbourg Granville · Mont-Saint-Michel Caen · Carpiquet Deauville Falaise · Mont d'Eraines Eu - Mers - Le Tréport Dieppe · Saint-Aubin Saint-Valery · Vittefleur Havre · St-Romain-de-Colbosc Rouen · Vallée Seine Havre · Octeville |
| 20 km1:570 000 |

## Historique

### L'aviation à Rouen
Dès le début du XXe siècle, l'aviation est présente dans la périphérie rouennaise. Un champ d'aviation est ouvert à l'emplacement actuel du Madrillet et accueille par exemple en 1910, la Grande Semaine d'aviation de Rouen du 19 au 26 juin.

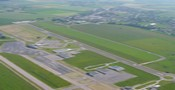
Vue aérienne de l'aéroport.

### Les débuts de l'aéroport
L'aérodrome de Rouen-Boos est inauguré par la chambre de commerce et d'industrie de Rouen en juin 1967.
Inauguré en 1991, l'aéroport Rouen Vallée de Seine voit le jour sous de bons auspices. Beaucoup imaginent que la première piste de 1 700 m n'est qu'une première étape d'un aéroport d'envergure régionale.
La compagnie Air Vendée y poursuit l'exploitation de lignes en plein essor démarrées sur l'ancienne piste de 1 200 m, rejointe par la compagnie sœur Air Transport Pyrénées qui assura la ligne vers Nantes en Beechcraft.
Ainsi, à l'aide du Fairchild Metroliner de 19 places et du Saab 340 de 36 places, Rouen se voit reliée en une heure à Lyon, Nantes, Londres, Amsterdam (à une certaine période, assurée par Air Transport Pyrénées pour Air Vendée), Bruxelles et Francfort-sur-le-Main.
L'acte de naissance de la compagnie Regional Airlines qui naît du regroupement des compagnies aériennes régionales Air Vendée, Airlec, Air Exel et Air Transport Pyrénées est signé à Rouen-Boos le jeudi 28 novembre 1991.
Arrivent alors de nouveaux avions à Rouen qui devient un hub pour la compagnie. La direction commerciale est installée à Boos ainsi que le centre d'entretien des Saab.
L'inconvénient principal de l'aéroport de Rouen est la petitesse de sa piste, seulement 1 700 m, ce qui s'avère très peu pour des vols commerciaux de plus de 150 passagers. Malgré les demandes de la compagnie[réf. nécessaire] pour un rallongement de la piste, les collectivités locales n'ont pas débloqué les fonds nécessaires (8 millions d'euros).

### Lignes
Rapidement, la compagnie est à l'étroit et mise sur une autre plateforme plus à l'écoute de ses besoins. L'activité de l'aéroport de Rouen est donc transférée à Clermont-Ferrand.
Une seule ligne sera conservée entre Rouen et Clermont-Ferrand en Jetstream-31 de 19 places.
En 1995, la compagnie Brit Air, filiale d'Air France, reprend l'exploitation de la ligne Rouen-Lyon en ATR42 puis en Canadair Regional Jet de 50 places. Mais la piste s'avère toujours trop courte pour une exploitation optimale et les nombreux appels aux collectivités pour rallonger la piste sont sans effets.
En 2001, la compagnie aérienne à bas prix Buzz arrive à Rouen avec des BAe 146. Les vols sont régulièrement déroutés ou annulés[réf. nécessaire] car l'équipement de la piste 04 ne permet pas les approches en cas de conditions particulières de vents, ou de visibilité réduite face au Nord. Cette ligne sera supprimée lors du rachat de Buzz par Ryanair.
La ligne Rouen-Figari tire son épingle du jeu et perdure l'été depuis près de 20 ans. Air Lib assurait la ligne jusqu'en 2003 en Fokker F100 puis en MD83 de 160 places lorsque rachetée par Swissair la compagnie ferma son secteur Fokker. Mais les MD83 plus gros, ne pouvaient pas partir ou arriver à pleine charge, la piste étant encore une fois trop courte pour ce type d'appareil. À la disparition d'Air Lib, ce fut donc Brit Air et ses Fokker F100 qui poursuivirent les vols puis la compagnie SN Brussels Airlines en BAe 146.

### Avenir
Le 19 décembre 2009, jugeant la ligne trop peu rentable, la compagnie Brit Air décide de l'arrêt de la ligne Rouen-Lyon, la seule liaison régulière de l'aéroport. Se posait alors la question de la pérennité d'un aéroport sans lignes régulières. En 2010, l'aéroport était géré et financé à quasi-parité par la CCIR (49 %) et la CREA (51 %).
L'exploitation de l'aéroport est confiée depuis mars 2010 à la SNC-Lavalin, spécialiste canadien des aéroports qui gère également 10 autres aéroports en France dont les plates-formes de Vatry et de Tarbes et qui vise un important développement dans le secteur aéroportuaire en Europe.
En 2010, CCI de Rouen a évoqué la possibilité d'utiliser l'aéroport de Rouen comme aéroport secondaire pour l'Ouest Parisien, avec possibilité de soulager Beauvais d'une partie de ses vols low cost dont le succès va grandissant. Cependant l'aéroport connait de grandes difficultés financières. Le contexte de réforme territoriale (fusion des régions) et la présence d'aéroports plus importants (Caen et Deauville) conduisent la métropole à envisager la transformation de l'aéroport en aérodrome.
Le 1er mars 2016, le syndicat mixte annonce dans un communiqué l'entrée d'un partenaire privé dans la gestion de l'aéroport. Il s'agit de la Matmut, société d'assurance implantée à Rouen et déjà impliquée dans de grands projets locaux. Après une étude approfondie du dossier, la Métropole décide finalement de poursuivre l'activité afin de sauvegarderle service public rendu, notamment en liaison avec le CHU mais aussi de développer l'activité aéroportuaire de la structure, reconnaissant ainsi son rôle économique. À ce titre, elle compte désormais inscrire  l'aéroport dans un schéma régional tout en reconnaissant que Rouen n'entre pas en concurrence avec les 3 aéroports du littoral normand.
Le 1er mars 2017, le syndicat mixte a repris  la gestion de l'aéroport en régie directe, mettant fin à 8 années de délégation de service public. Les orientations stratégiques du propriétaire-gestionnaire affirment une volonté d'optimiser la gestion en s'appuyant sur des partenaires privés, et le développement de l'activité de l'aéroport (reprise de lignes régulières et saisonnières).

### Soutien
Depuis le 28 février 2015, avec les menaces de fermeture, l'aéroport est défendu par l'Association des usagers et des partisans de l'aéroport de Rouen, dont l'objet statutaire est de fédérer les usagers de l'aéroport Rouen Vallée de Seine mais aussi les partisans de cet aéroport. L'association s'est félicitée dans un communiqué, de la prise de conscience par la Métropole de l'importance d'avoir un aéroport de proximité et a annoncé son soutien vigilant au futur projet soutenu par le syndicat mixte.

### Activités
L'essentiel de l'activité est aujourd'hui assuré par l'accueil des vols d'affaires, de vols sanitaires notamment en relation avec le CHU de Rouen, de vols militaires et de vols de formation générés par l'aéroclub de Rouen. Son statut de terrain IFR (vol aux instruments) contrôlé par la DGAC, lui permet d'accueillir de nombreux vols d'entraînement des écoles de pilotage de la région parisienne. L'entreprise Pixair-survey, spécialisée dans la cartographie, la surveillance aérienne et les missions scientifiques, y a également établi sa base d'opération. L'aéroport compte une centaine d'avions basés. Il héberge enfin une association de constructeurs amateurs  et propriétaires d'avions (ACAPA), affiliée à la Fédération RSA France[réf. nécessaire] et un club de vol à voile, le GRAL.
Depuis 2014, l'aéroport est  la base de l'hélicoptère du SAMU 76.
L'aéroport de Rouen était le premier aéroport haut-normand quant au trafic avec 62 520 mouvements enregistrés en 2009.
En 2017, La compagnie HOP! ouvre une ligne estivale vers Bastia au départ de Rouen, ainsi qu'une ligne régulière vers Lyon, à partir du 28 août 2017.
Le 25 mars 2019, la compagnie HOP! annonce l'arrêt de la liaison quotidienne vers Lyon, à partir du 17 juin 2019, en raison d'un taux de remplissage insuffisant selon la compagnie.

## Équipements
L'aéroport possède une rampe d'approche de 420 mètres en piste 22 et le service de contrôle aérien ouvert de 06 h 00 à 22 h 00 en semaine (extension sur demande) ; le samedi de 06 h 00 à 19 h 00, le dimanche de 09 h 00 à 22 h 00. Le balisage lumineux est en haute intensité et le PAPI en 22 uniquement. Le ravitaillement en carburant JET A1 se fait par camion-citerne - AVGAS 100 LL (World Fuel Services). Enfin, le Service de Sauvetage et de Lutte contre l'Incendie des Aéronefs (SSLIA) est en catégorie 5.
Depuis le 1er juillet 2018, l'aéroport est desservi par un arrêt Filo'r (bus local), mis en place par la Métropole Rouen Normandie.

## Compagnies aériennes et destinations

### Passagers
Il n'y a plus aucune compagnie et ligne régulière depuis 2019.

## Statistiques
Pour des raisons techniques, il est temporairement impossible d'afficher le graphique qui aurait dû être présenté ici.

Voir la requête brute et les sources sur Wikidata.
| Année | Passagers | Fret (t) | Mouvements commerciaux | Mouvements non commerciaux |
| ----- | --------- | -------- | ---------------------- | -------------------------- |
| 2019  | 15 578    | 0        | 493                    | 26 261                     |
| 2018  | 17 615    | 1        | 1 225                  | 26 261                     |
| 2017  | 5 129     | 5        | 870                    | 27 322                     |
| 2016  | 1 621     | 38       | 890                    | 25 805                     |
| 2015  | 5 243     | 30       | 927                    | 29 868                     |
| 2014  | 3 729     | 26       | 627                    | 28 614                     |
| 2013  | 4 636     | 7        | 431                    | -                          |
| 2012  | 3 166     | 3        | 239                    | -                          |
| 2011  | 4 325     | 16       | 511                    | -                          |
| 2010  | 4 662     | 5        | 616                    | -                          |
| 2009  | 38 519    | 11       | 2 163                  | 60 357                     |
| 2008  | 43 973    | 23       | 2 569                  | 59 482                     |
| 2007  | 34 159    | 51       | 2 453                  | 57 000                     |
| 2006  | 43 519    | 44       | 3 039                  | 43 318                     |
| 2005  | 40 063    | 40       | 2 688                  | 53 000                     |
| 2004  | 39 605    | 43       | 2 446                  | -                          |
| 2003  | 42 513    | 9        | 2 916                  | 52 536                     |
| 2002  | 49 847    | 10       | 3 196                  | 75 725                     |
| 2001  | 35 345    | 5 038    | 3 348                  | 68 500                     |
| 2000  | 35 481    | 5 036    | 3 348                  | 69 560                     |